# Cucullanellus elongatus
Cucullanellus elongatus är en rundmaskart. Cucullanellus elongatus ingår i släktet Cucullanellus och familjen Cucullanidae. Inga underarter finns listade i Catalogue of Life.